# Penthimia albiguttula
Penthimia albiguttula är en insektsart som beskrevs av Carl Stål 1870. Penthimia albiguttula ingår i släktet Penthimia och familjen dvärgstritar. Inga underarter finns listade i Catalogue of Life.